# لوی-سیویتا ۱۲۴۷۳
سیارک ۱۲۴۷۳ (به انگلیسی: 12473 Levi-Civita، نامگذاری:1997CM19) دوازده هزار و چهارصد و هفتاد و سومین سیارک کشف شده‌است که در ۱۰ فوریه ۱۹۹۷ کشف شد.
قدر مطلق سیارک برابر ۱۳٫۹۰ است.